# La Roche-Neuville
La Roche-Neuville ist eine französische Gemeinde mit 1.227 Einwohnern (Stand: 1. Januar 2022) im Département Mayenne in der Region Pays de la Loire. Sie gehört zum Kanton Château-Gontier-sur-Mayenne-1 und zum Arrondissement Château-Gontier.
Sie entstand als Commune nouvelle mit Wirkung vom 1. Januar 2019 durch die Zusammenlegung der bisherigen Gemeinden Loigné-sur-Mayenne und Saint-Sulpice, die in der neuen Gemeinde den Status einer Commune déléguée haben. Der Verwaltungssitz befindet sich im Ort Loigné-sur-Mayenne.

## Geographie
Die Gemeinde liegt rund 20 Kilometer südlich von Laval. An der östlichen Gemeindegrenze verläuft der Fluss Mayenne.

### Nachbargemeinden
Umgeben ist La Roche-Neuville von den Nachbargemeinden Houssay im Norden, Villiers-Charlemagne im Nordosten, Fromentières im Osten, Château-Gontier-sur-Mayenne im Süden, Marigné-Peuton im Südwesten, Peuton im Westen und Quelaines-Saint-Gault im Nordwesten.

### Gemeindegliederung
| Ortsteil                             | ehemaliger INSEE-Code | Fläche (km²) | Einwohnerzahl zum 1. Januar 2022 |
| ------------------------------------ | --------------------- | ------------ | -------------------------------- |
| Loigné-sur-Mayenne (Verwaltungssitz) | 53136                 | 20,50        | 1.000                            |
| Saint-Sulpice                        | 53254                 | 08,17        | 227                              |